# Советская детская литература

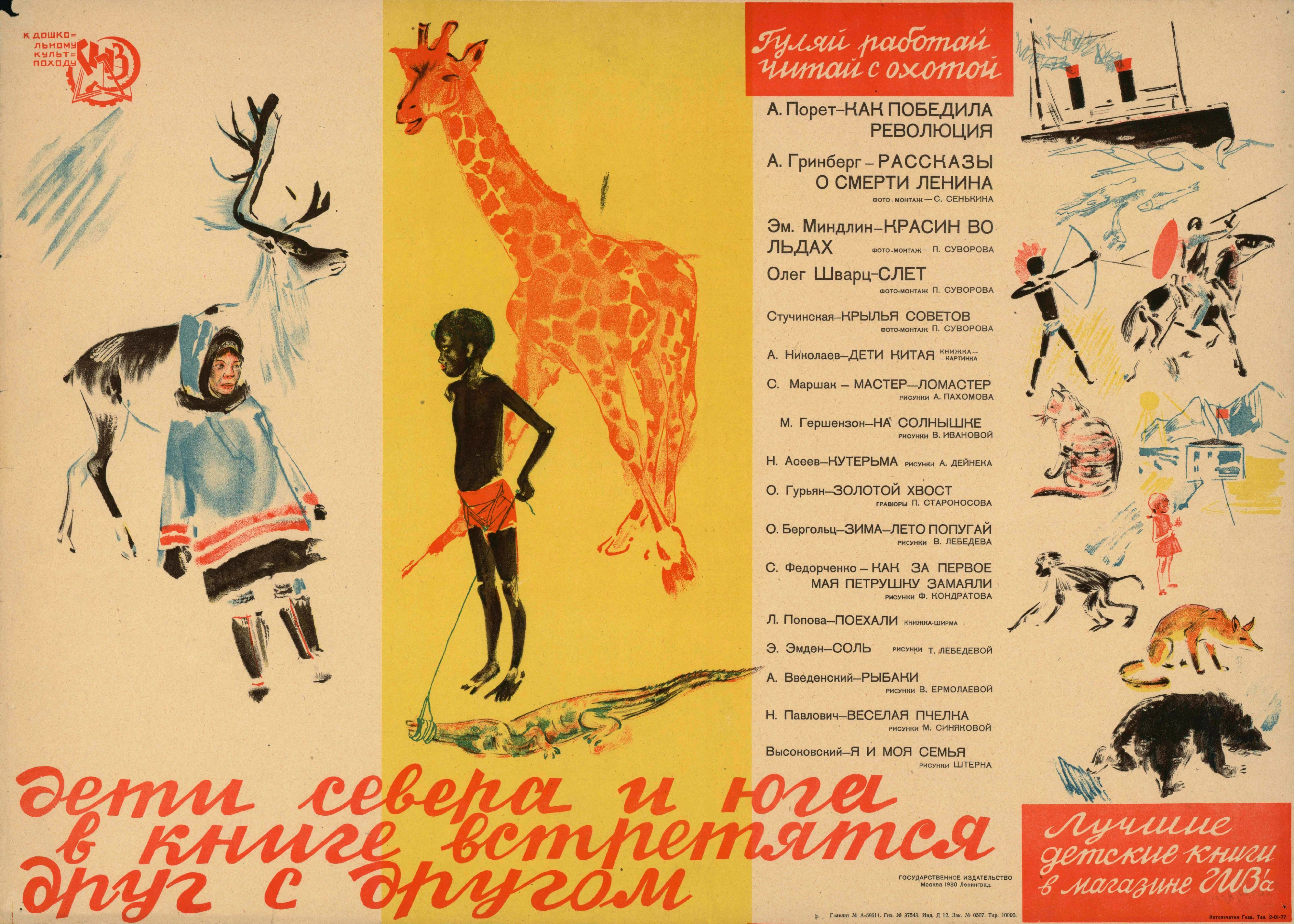
Плакат 1930 года

Советская детская литература — произведения советской литературы, входящие в круг детского чтения. Характерными чертами советской детской литературы были массовость и ярко выраженный воспитательный характер.

## Поиски концепции
После Октябрьской революции строительство нового государства, новой культуры и воспитание нового человека требовали новой идеи. При создании новой детской литературы боролись два взгляда на литературное наследие: приверженцы первого считали, что детская книга должна ориентироваться на современные, действительно актуальные материалы, сторонники другого взгляда ценили нравственные ценности в классической литературе. А. М. Горький как представитель второй группы в 1918 году в докладной записке «Об издании русской художественной литературы» подчеркнул необходимость издавать произведения русских классиков и устной народной поэзии. Он начал отбирать для детей сказки Пушкина, Аксакова, Ершова и др., которые издавались в созданном по его инициативе издательстве «Всемирная литература».
Вместо дореволюционных детских журналов А. М. Горький в 1919—1920 годы начинает выпуск первого советского журнала «Северное сияние», задачу которого писатель обозначил так: «В предлагаемом журнале мы — по мере сил наших — будем стремиться воспитать в детях дух активности, интерес и уважение к силе разума, к поискам науки, к великой задаче искусства — сделать человека сильным и красивым».
В 1920 году усилиями А. К. Покровской был организован Институт по детскому чтению.
Вслед за просуществовавшим два года «Северным сиянием» появились журналы «Воробей» (1923—1924), «Новый Робинзон» (1924—1925) и др.
В первое послереволюционное десятилетие для советской детской литературы характерна реалистическая направленность, в противоположность буржуазной идеологии и традиционной религиозности. Н. И. Бухарин и Е. А. Преображенский в главе XI книги «Азбука коммунизма» (1920) написали о несовместимости религии и коммунизма и призвали отделить церковь от государства, школу от церкви. Однако были писатели, которые выступали на стороне религиозного чувства: С. Маршак, Евгений Шварц, Юрий Владимиров.
XI съезд РКП (б) (1922 год) обозначил курс на коммунистическое воспитание юношества.
Согласно декрету 1922 года «О революционном трибунале печати» было организовано Государственное издательство Наркомпроса РСФСР, в которое вошли издательства ВЦИК, Наркомпроса, московского и петроградского Советов.
В 1922 году было создано кооперативное издательство «Молодая гвардия» при ЦК ВЛКСМ, которое начало выпускать детскую и молодёжную периодику: журналы «Мурзилка», «Сельская молодежь», «Техника — молодежи», «Юный натуралист», «Молодая гвардия», «Вокруг света», газету «Пионерская правда». Советское государство всемерно развивало детское книгоиздание: вместе с ликвидацией неграмотности необходимость в качественной литературе только возрастала.
XIII съезд РКП (б) (1924) подчеркнул необходимость контроля и руководства партии в детской литературе.

## Особенности
Большинство произведений советской детской литературы не имеют четкой возрастной адресации и одинаково свободно воспринимаются как при чтении детям младшего возраста взрослыми, так и при самостоятельном чтении. Издатель И. Берштейн объясняет это отсутствием коммерческого сегментирования книжного рынка, «делового» подхода к продвижению результатов писательского творчества: «Книгу не нужно было вписывать в популярный и легко определяемый товароведом и покупателем „формат“, подобно современным „Детской фэнтези“ от „Эксмо“ или „Библиотеке настоящих принцесс“ от „Азбуки“».
Советские детские книги предполагали возможность подключения взрослых к осмыслению и комментированию, сопоставлению прочитанного с личным опытом.

## Имена
Ведущими детскими писателями нового социалистического государства стали Максим Горький, Аркадий Гайдар, Борис Житков, Самуил Маршак, Владимир Маяковский. Принципы коммунизма, коллективизма и солидарности трудящихся стали важными темами детской литературы. Выходили художественные биографии революционных деятелей — Ленина, Павлика Морозова, — а также героев Гражданской войны.
Писавший в 1920—1930 годы Александр Беляев стал первым советским писателем-фантастом. К детской фантастике относятся произведения Яна Ларри («Необыкновенные приключения Карика и Вали»), Виталия Губарева («Королевство кривых зеркал», 1951, «Путешествие на Утреннюю Звезду», 1961), Виталия Мелентьева («33 марта, 2005 года», 1957, «Голубые люди Розовой Земли», 1966, «Чёрный свет», 1970), Вениамина Каверина (цикл о городке Немухине, 1963—1968), Николая Носова (трилогия о Незнайке, 1954—1965), Валерия Медведева («Баранкин, будь человеком!», 1962), Евгения Велтистова (повести об Электронике), Кира Булычёва (цикл об Алисе Селезнёвой), Владислава Крапивина (трилогия «Голубятня на жёлтой поляне», 1983—1985, цикл «В глубине Великого Кристалла»).
С окончанием Великой Отечественной войны (1941—1945) в детской литературе также наступили перемены. Затрагивается тема участия детей и подростков в Великой Отечественной войне («Сын полка» Валентина Катаева, «Молодая гвардия» Александра Фадеева, «Четвёртая высота» Елены Ильиной, «Васёк Трубачёв и его товарищи» Валентины Осеевой, «Иван» Владимира Богомолова).
Известные писатели:
- А. Н. Толстой
- Борис Житков и Виталий Бианки (писатели-натуралисты)[10]
- Юрий Олеша
- Аркадий Гайдар
- Валентин Катаев
- Лев Кассиль
- Любовь Воронкова
- Лазарь Лагин
- Николай Носов
- Александр Волков
- Кир Булычёв
- Софья Могилевская
- Мария Прилежаева
- Л. Пантелеев
- Владислав Крапивин
- Лев Давыдычев
- Эдуард Успенский
- Юрий Коваль
- Владимир Сутеев
- Евгений Велтистов
- Валентина Осеева
- Анатолий Рыбаков
- Рувим Фраерман
- Радий Погодин
- Анатолий Алексин
- Юз Алешковский
- Виктор Драгунский

и др.
В поэзии: Владимир Маяковский, Зинаида Александрова, Юнна Мориц, Агния Барто, Корней Чуковский, Самуил Маршак, Сергей Михалков, Борис Заходер и др.
Издавалась переводная литература (Дюма, Сабатини и пр.).

## Детская периодика
В 1920-е годы с созданием пионерской организации в СССР формируется целая система пионерских журналов и газет: «Барабан», «Дружные ребята», «Юные товарищи».
В 1924 году начался выпуск журнала «Пионер», одного из самых многотиражных и популярных детских изданий СССР. Параллельно начинают выходить пионерские журналы на национальных языках союзных республик. В 1928 году общий тираж 18 детских журналов достиг 433 тысяч экземпляров.
В 1924 году выходит первый номер популярного детского журнала «Мурзилка» для ребят 6—12 лет. В его создании принимали участие К. Чуковский, С. Маршак, М. Пришвин, Н. Чарушин.
В 1925 году начат выпуск газеты «Пионерская правда».
По инициативе С. Маршака начали выходить литературно-познавательные детские журналы «Чиж» (1930—1941) и «Ёж» (1928—1935).
В годы Великой Отечественной войны прекратился выпуск большинства детских журналов, однако после войны палитра изданий расширилась за счёт научно-технических и познавательных: «Юный натуралист», «Юный техник», «Моделист-конструктор», «Уральский следопыт».
Популярны были литературно-художественные журналы: в Ленинграде — «Аврора» и в Москве — «Юность», «Молодая гвардия», научно-популярные «Вокруг света» (с 1927, ведёт историю с 1860), «Знание — сила» (в 1926—1941 и с 1946), «Техника — молодёжи» (с 1933), журнал для рабочей молодёжи «Смена» (с 1924) и «Сельская молодёжь» (с 1925).
В 1956 году начался выпуск «Весёлых картинок», на страницах которых появились многие любимые детьми персонажи. Этот журнал никогда не подвергался цензуре, а идея его создания принадлежала популярному карикатуристу журнала «Крокодил», народному художнику СССР Ивану Максимовичу Семёнову. Следом начали создаваться детские журналы в союзных республиках.
Появляются литературно-художественные журналы «Аврора» (с 1969), «Юность» (с 1955), «Молодая гвардия» (1922—1941 и с 1956), «Ровесник» (с 1962). В последнем создавалась «Рок-энциклопедия „Ровесника“» (РЭР), автором которой был Сергей Кастальский.
К 1974 году только в Москве издавалось 25 журналов для подростков и 10 для детей младшего возраста общим разовым тиражом 17,5 миллионов экземпляров. В последующие годы количество детских изданий только увеличивалось, и, несмотря на экономические трудности 1990-х годов, в России к 1998 году было уже 200 детских и юношеских газет и 300 журналов, но при этом существенно снизились тиражи, а качество публикуемых материалов оставляло желать лучшего. Постепенно исчезли многостраничные журналы.

## Эмиграция в детскую литературу
Одним из первых примеров перехода писателей в жанры детской литературы стали журналы «Чиж» (1930—1941) и «Ёж» (1928—1935), где печатались Д. Хармс, Н. Заболоцкий, А. Введенский, М. Зощенко, О. Мандельштам, Б. Пастернак.
По мнению издателя и редактора Ильи Бернштейна, в детскую литературу «эмигрировали» взрослые писатели, чьи тексты не соответствовали политическим установкам времени. «Особенно этот процесс усилился в 1960-е гг., когда в литературу начали входить люди, рождённые в конце 1930-х — начале 1940-х гг. По утверждению Андрея Битова, выбор детской литературы в качестве поприща был предопределен недостатками образования послевоенных интеллектуалов: „Деться-то было некуда… Если предыдущее поколение, которое ещё помнило языки, обладая каким-то литературным даром, могло уйти в перевод, то мы не знали уже и языков. И ушло это поколение, конечно, в детскую литературу“», — напомнил Бернштейн.
Иосиф Бродский, печатавшийся в 1960-е в ленинградском детском журнале «Костёр» («Баллада о маленьком буксире» и другие стихотворения), отмечал: «Мы все пришли в литературу бог знает откуда, практически лишь из факта своего существования, из недр, не то чтобы от станка или от сохи, гораздо дальше, — из умственного, интеллектуального, культурного небытия».
В 1960-е годы на русский язык были переведены новаторские «западные» подростковые книги («Убить пересмешника» (1964), «Над пропастью во ржи» (1965), «Вверх по лестнице, ведущей вниз» (1967) и книги категории «6+» («Малыш и Карлсон, который живёт на крыше» (1957), «Винни-Пух и все-все-все» (1960), «Мэри Поппинс» (1967), «Муми-тролль и комета» (1968).
Предзакатный расцвет советской детской литературы пришёлся на 1960—80-е годы. В конце, на волне гласности и перестройки, спектр издаваемой детской литературы заметно расширился.

## Детская литература в республиках СССР
Опыт русской детской литературы послужил основой для зарождения и развития детских литератур в республиках Советского Союза. Преобладающей формой творческого воздействия русской классики явился художественный перевод.
В среднеазиатском регионе ни одна из пяти исследуемых национальных литератур (как получившие письменность киргизская, туркменская и каракалпакская, так и древнейшие таджикская и узбекская) не имели в досоветский период опыта создания произведений для детей. Устно-поэтическое наследие и записанные произведения народов региона, адресованные детям, носили подчеркнуто нравоучительный, дидактический характер, являя собой литературно оформленный свод правил и наставлений, основанных на представлениях народной педагогики.
Литераторы союзных республик получили теоретические основы творчества для детей в готовом виде, что позволяло ускоренно развивать детскую литературу, периодику и драматургию на собственно национальной культурно-исторической почве. Интересно, что в новописьменных литературах прозаические и драматургические таланты формировались даже быстрее, не испытывая противодействия письменной поэтической традиции. В детском латышском журнале «Зилите» увидели свет многие творения классиков латышской советской литературы: стихи Ояра Вациетиса (который начал сочинять для детей по инициативе журнала) и «Цветные сказки» Иманта Зиедониса.
Во всех союзных республиках до войны выходили пионерские газеты, а также детские и юношеские журналы на языках народов СССР. Из 28 детско-юношеских изданий СССР на 1936 год 19 выходили на национальных языках.